# 北洋电报学堂
北洋电报学堂，又称天津北洋电报学堂，前身1878年是李鸿章创办天津机器局附设天津电报学堂，清光绪六年（1880年）正式创办北洋电报学堂。1900年八国联军侵华战争期间停办。原址坐落于天津东门外扒头街，后选新址于天津法租界紫竹林(今吉林路承德道一带)一带，是当时中国近代第一所工业技术学校亦是中国最早的电报学校。

## 历史
1878年，李鸿章在天津机器局建立附设的天津电报学堂。
1879年，时任直隶总督兼北洋通商大臣的李鸿章组织天津机器局电报学堂师生，在天津老城与北塘、大沽口炮台之间架设了一条约六十公里的电报线路，用于电报信息传输。其后，又在天津东机器局与直隶总督衙门之间架设了长约6.5公里的电报线。
1880年9月16日，李鸿章在天津与上海之间架设电报线，实现两地之间的电报通信。同年10月4日，他奏请设立北洋电报学堂，提议由清政府主导培养电报专业人才。奏请获准后，学堂于当年正式成立，并于10月6日开学。
在电报学堂的创办过程中，清末政治人物、洋务派代表盛宣怀起到了重要作用。他聘请了一批丹麦大北电信公司的技师，以及来自法国和英国的教师，合同期限为一年，负责教授学生数学、制图、英文、电磁学、电测试、材料学、基础电信、仪器规章、电报实习、国际电报公约等二十门课程。
北洋电报学堂招生对象主要为年龄在16至22岁之间的青年。1886年9月，学堂迁至天津法租界紫竹林地区的新校舍。到1895年，学校设有4个班级，在校学生共50人。
1900年，八国联军攻占天津，北洋电报学堂被迫停办。

## 毕业分配
据统计，北洋电报学堂自创办到停办共有毕业生三百余人，入学时英语和数学基础比较好的学生可在入学四五年后毕业，所有的毕业生都被分配到各地的电报分局工作，一些不胜任工作的毕业生被送回北洋电报学堂进行补习。天津至上海的电报线竣工后，清政府当时计划在上海和广州之间以及苏州与天津之间架设电报线，因此就急切需要电报管报生，李鸿章为此特地奏请光绪批准北洋电报学堂续办一年并建议除去招收在校的三十二名学生以外，再招收四五十名英文专业的学生。李鸿章预期这些学生在毕业之时能够立即被拨局派用。北洋学堂原计划1883年之后停办，但后来因为各地电报人员的需求并来函要求该学堂继续兴办下去。